# Stojna Vangelovska
Stojna Vangelovska (mac. Стојна Вангеловска; ur. 5 lutego 1964 w Skopje) – macedońska koszykarka, występująca na pozycji rzucającej, reprezentantka Jugosławii, wicemistrzyni olimpijka oraz Europy, po zakończeniu kariery zawodniczej trenerka koszykarska i działaczka sportowa.
Piastowała stanowisko wiceprezeski MKOl, była członkiem zarządu Rady Olimpijskiej i Zgromadzenia MKOl.

## Osiągnięcia
Na podstawie, o ile nie zaznaczono inaczej.

### Drużynowe
- Mistrzyni Jugosławii (1984, 1985)
- Wicemistrzyni Jugosławii (1986)
- Zdobywczyni Pucharu Jugosławii (1985, 1989)
- Finalistka Pucharu Jugosławii (1987, 1988)

### Reprezentacja
Seniorek
- Wicemistrzyni:
  - olimpijska (1988)[4]
  - Europy (1987)[5]
- Uczestniczka:
  - igrzysk olimpijskich (1984 – 6. miejsce, 1988)[6][7][8]
  - mistrzostw:
    - świata (1983 – 8. miejsce)[9]
    - Europy (1983 – 4. miejsce, 1985 – 5. miejsce, 1987, 1989 – 4. miejsce)[10][11][12]

  - kwalifikacji olimpijskich (1984 – 2. miejsce, 1988 – 2. miejsce)[13][14]

Młodzieżowe
- Mistrzyni:
  - uniwersjady (1987)
  - Europy U–18 (1984)[15]
- Wicemistrzyni Europy U–16 (1982)[16]
- Brązowa medalistka:
  - uniwersjady (1983)
  - mistrzostw świata U–19 (1985)[17]

### Trenerskie
- Mistrzostwo Czarnogóry (2010)

## Odznaczenia
- Order Zasługi Republiki Macedonii Północnej (2022)[18]